# Rio Open 2025
Rio Open 2025 a fost un turneu profesionist de tenis organizat în cadrul circuitului masculin ATP Tour, care a avut loc în perioada 17–23 februarie, la Jockey Club Brasileiro pe terenuri cu zgură. Turneul cu un buget de 2.100.230 de dolari a fost a 11-a ediție a Rio Open, parte a categoriei ATP 500 din sezonul Circuitul ATP 2025.

## Campioni

### Simplu
Pentru mai multe informații consultați Rio Open 2025 – Simplu

### Dublu
Pentru mai multe informații consultați Rio Open 2025 – Dublu

## Puncte și premii în bani

### Distribuția punctelor
| Probă  | C   | F   | SF  | QF  | Runda 2 | Runda 1 | Q  | Q2 | Q1 |
| Simplu | 500 | 330 | 200 | 100 | 50      | 0       | 25 | 13 | 0  |
| Dublu  | 500 | 300 | 180 | 90  | 0       | N/A     | 45 | 25 | 0  |

### Premii în bani
| Probă  | C         | F         | SF        | QF       | Runda 2  | Runda 1  | Q2      | Q1      |
| Simplu | 448.090 $ | 241.100 $ | 128.490 $ | 65.645 $ | 35.040 $ | 18.690 $ | 9.580 $ | 5.375 $ |
| Dublu* | 147.190 $ | 78.490 $  | 39.710 $  | 19.860 $ | 10.280 $ | N/A      | N/A     | N/A     |

*per echipă